# Trdnjava Jamčun
Trdnjava Jamčun je bila starodavna trdnjava, od katere so ostale le ruševine. Stoji na odseku Pamirske ceste, ki prečka regijo Gorno-Badahšan v Tadžikistanu. Trdnjava je bila zgrajena med 3. in 1. stoletjem pr. n. št. in je bila del mreže trdnjav, utrdb, karavanserajev, trgov in naselij, zgrajenih vzdolž svilne poti; stoji na delu poti, ki povezuje Kitajsko z Afganistanom, imenovanem Vakanski koridor.

## Zgodovina
Leta 139 pr. n. št. je cesar Han Vudi poslal svojega odposlanca Žang Čjana raziskati ozemlje zahodno od vplivnega območja Han Kitajske, od koder se je vrnil z informacijami o območju onkraj zahodne Himalaje in z argumenti v prid ohranitvi trgovske poti, ki bi olajšala karavanski promet med Kitajsko, Indijo in Srednjo Azijo. Ta odprava je bila prelomnica pri vzpostavitvi svilne poti kot pomembne komercialne poti, trgovine med Kitajsko in Perzijo; prav tako je olajšal začetek odnosov med Rimskim cesarstvom in Kitajsko ter ostalimi ozemlji, ki jih je prečkala ta pot, kot je Kušansko cesarstvo v sedanjem Tadžikistanu. Na kovancih iz Kušanskega cesarstva so našli celo rimske podobe, kar kaže na močno stopnjo gospodarskih in diplomatskih odnosov med Rimskim cesarstvom in Kušani. Poletna prestolnica Kušanskega cesarstva v Begramu je proizvedla precejšnje količine blaga, uvoženega iz Rimskega cesarstva, zlasti različne vrste steklovine.
Preko dela, ki prečka gorski verigi Pamir in Hindukuš, so tovorili blago, zlasti med kitajskim območjem, ki ga je nadzorovala dinastija Han, na vzhodu in Selevkidskim cesarstvom na zahodu. Ta odsek svilne poti, ki ga je nadzorovalo Kušansko cesarstvo, je del severne poti, ki je povezovala naselji Han Kašgar ali Džarkand z območjem, imenovanim Baktrija proti severu in od Hindukuša v Afganistanu skozi Vakanski koridor proti zahodu.
Kušansko cesarstvo je imelo koristi od tega komercialnega prehoda, saj so karavane, ki so prečkale to območje, mestom in imperiju plačevale davek za prehod, ki je na eni strani služil za oskrbo in zaščito karavan, ki so potovale po trgovski poti, na drugi strani pa za nadzor tujcev, ki so prečkali cesarstvo, in tako zaščitil svoje ozemlje. Velikokrat niti trgovcem ni bilo dovoljeno zapustiti utrdb, da bi se izognili težavam z lokalnim prebivalstvom.

### Prisotnost zaratustrstva
Lokalno ime Zamr-i-Ataš-Parast pomeni »trdnjava častilcev ognja«, sklicevanje na zaratustrstvo. Jamčum je po drugi strani ime potoka v bližini trdnjave in istoimenske vasi. Na drugi zgodnejši ekspediciji raziskovalca Alexandra Burnesa iz leta 1838 je mornariški častnik Britanske vzhodnoindijske družbe John Wood pisal o drugih templjih, ki so jih na tem območju zgradili privrženci zaratustrstva. Obstaja tudi priljubljeno vraževerje, ki vztraja v dolini Vakan, da nikoli ne upihnejo sveč, saj bi to prineslo nesrečo.

## Opis
Arheolog Marc Aurel Stein je napisal podroben opis trdnjave na ekspediciji, ki jo je leta 1928 izvedel v Srednjo Azijo v imenu indijske vlade.
Trdnjava, zgrajena približno 400 metrov nad dolino, je razdeljena na citadelni del z ostanki bastijonov in barak ter dve ravni ravnini, ki naj bi zadrževali morebitno prelomnico v zunanjem obzidju. Skupaj so trije obroči dvojnih sten z obodom, ki na zunanji strani doseže 950 metrov, premer pa približno 400 metrov. Obzidje je bilo utrjeno s 36 stolpi z zamaknjenimi strelnicami, nagnjenimi rahlo navzdol, da so lahko vojaki streljali proti pobočju, nekateri pa so bili usmerjeni tudi v notranjost obzidja.